# پدرشناسی

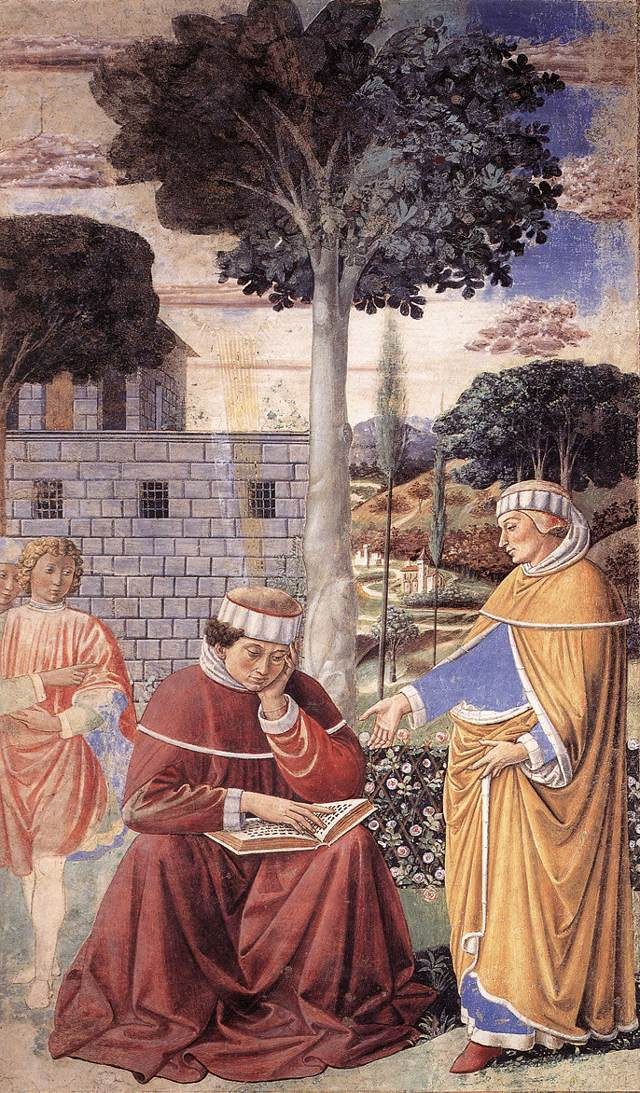
گروش آگوستین، از پدران کلیسا

در مسیحیت به مطالعه نویسندگان اولیه مسیحی که بسیاری از آنها به عنوان پدران کلیسا معروفند اصطلاحاً پدرشناسی (Patristics) گفته می‌شود. مطالعه آثار این بزرگان اولیه دینی نیز در حوزه پدرشناسی قرار دارد. اگر موضوع این مطالعه تنها در مورد شخصیت پدران کلیسا باشد و شامل بررسی نوشته‌های آنان نشود برای چنین موردی اصطلاحاً از واژه پدرشناخت (Patrology) استفاده می‌شود. دوره پدران کلیسا را معمولاًُ از پایان دوران عهد جدید یا پایان دوره حواری (حدود سال ۱۰۰ پس از میلاد) آغاز می‌شود و به ۴۵۱ پس از میلاد (تاریخ تشکیل شورای خالکیدون) یا شورای دوم نیقیه در سده هشتم ختم می‌گردد. پدران کلیسا بسته به زمان‌شان نسبت به شورای نیقیه به دو دسته پیشانیقیه‌ای و پسانیقیه‌ای تقسیم می‌شوند. تقسیم بر پایه لاتینی یا یونانی بودن متن‌ها هم رایج بوده‌است. کلمنس رومی، ایگناتیوس انطاکی، پولیکارپ ازمیری، قدیس برنابا، یوستینوس شهید، کلمنس اسکندرانی، اوریگنس، ترتولیانوس و کوپریانوس جمعاً مشهور به پدران پیشانیقیه‌ای بودند که دانستن درباره آن‌ها و آثارشان مربوط به حوزه پدرشناسی است.